# Leptophatnus triplicator
Leptophatnus triplicator là một loài tò vò trong họ Ichneumonidae.